# Annuschka
Annuschka (originaltitel på tyska Anuschka med ett n) är en tysk dramafilm från 1942 i regi av Helmut Käutner med manus av Axel Eggebrecht efter en pjäs av Georg Fraser. Filmens handling utspelas i Wien under sekelskiftet 1900.

## Handling
Anuschka Hordak är dotter till en bonde. Hon förlorar sin gård efter faderns död och den köps av den rike och hårde Marina Nowarek. Anuschka söker då upp en läkare, Felix von Hartberg, som en gång opererat hennes far. Hon får arbete hos honom, men en lång rad svårigheter väntar henne.

## Rollista
- Hilde Krahl - Anuschka Hordak
- Siegfried Breuer - Felix von Hartberg
- Rolf Wanka - Sascha Wendt
- Beppo Schwaiger - Jaro Nowarek
- Fritz Odemar - Baron Fery
- Karl Etlinger - Vireg
- Anton Pointner - Leopold
- Elise Aulinger - Marina Nowarek
- Lotte Lang - Mizzi
- Harry Hardt - poliskommissarie
- Klaus Pohl - Dr. Jellinek
- Michael von Newlinsky - Wendts tjänare